# Fartlek
Fartlek je jednou z metod běžeckého tréninku, popř. tréninku i v jiných sportech, zejména vytrvalostních, jakými jsou např. běh na lyžích, orientační běh apod. Řadí se k metodám vytrvalostním – je tedy využíván zejména běžci na střední a dlouhé tratě. Nejstručnějším vyložením pojmu fartlek je "hra s rychlostí". Fartlek se nejčastěji běhá v členitém terénu.

## Historie pojmu
Pojem fartlek poprvé použil švédský národní trenér Gösta Holmér (30. léta 20. století) pro novou metodu, ve které spojil vytrvalostní trénink s rychlostními prvky. Samotný pojem tedy pochází ze švédštiny a znamená "hru s rychlostí".

## Zařazení fartleku mezi ostatními běžeckými metodami
Fartlek se řadí mezi souvislé tréninkové metody, kterými jsou mimo něj ještě střídavý běh, stupňovaný běh a stejnoměrný (rovnoměrný) běh. Fartlek se svým charakterem nejvíce podobá střídavému běhu, ovšem s tím rozdílem, že u fartleku dochází ke změnám rychlosti na základě okamžitých, neplánovaných, subjektivních pocitů, kdežto u střídavého běhu jsou změny rychlosti dopředu naplánovány. K určitým rozporům při teoretickém stanovování podstaty fartleku dochází v literatuře v jednom bodě – jestli má být náplň (tj. počet, délka a intenzita rychlých úseků) předem stanovená nebo nikoliv. Zatímco někteří autoři uvádějí, že tato náplň dopředu stanovená být může i nemusí (čímž však komplikují odlišení od střídavého běhu), většina ostatních odborníků chápe fartlek striktně jako živelnou (předem neplánovanou) "hru s rychlostí", což je zdá se přesnější pojetí.

## Popis fartlekové metody

### Princip metody
Princip fartleku spočívá v tom, že běžec při souvislém běhu podle svých pocitů zařazuje úseky zvýšenou rychlostí. Tyto úseky bývají různě dlouhé, stejně jako úseky pomalejšího běhu mezi rychlými úseky. Podobně variabilní může být intenzita (tempo) rychlých úseků a jejich počet. Při fartleku běžec pracuje převážně v aerobním pásmu; přechody do anaerobního pásma probíhají během závěrečných fází rychlých úseků, po nichž by měl vždy následovat návrat zpět do aerobního pásma.

### Obecné zásady fartleku
Fartlek jako tréninkový prostředek lze zařazovat jedenkrát nebo i několikrát týdně. Záleží na více faktorech, zejména druhu sportu, věku, typu běžce, jeho výkonnosti, podmínkách a (tréninkové) fázi sezóny.
Aby fartlek měl jako takový vůbec smysl, doporučuje se stanovovat celkovou délku alespoň na 5 (6) km u začátečníků (žáků) a 10–20 km (i více) u dospělých.
Pokud je fartlek zařazen do tréninkové fáze samostatně, měly by začátek a konec být volnější bez rychlých úseků, což analogicky odpovídá rozklusání a vyklusání.
Fartlek může nabývat nejrůznějších forem, jejichž společným jmenovatelem (vedle zmíněné hry s rychlostí) je živelnost. Velmi časté je u fartleku využívání kopcovitého terénu, kdy rychlé úseky jsou zpravidla zařazovány při běhu do kopce, naopak z kopce se pak běží pomalu. Rychlé úseky je také možné absolvovat jako slalom mezi stromy a podobně.

### Tempo, intenzita rychlých úseků
Tempo se u fartleku mění (střídá) podle nálady a okamžitých dispozic běžce. Tempo rychlých úseků odpovídá rozvoji speciální vytrvalosti, tempové rychlosti nebo i základní (maximální) rychlosti (pouze na krátkou vzdálenost). Tempo pomalých úseků vždy odpovídá rozvoji obecné vytrvalosti.
Intenzita (měřená tepovou frekvencí) úseků pomalých bývá od 120 tepů/min., rychlých až do maxima. Intenzita (tempo) rychlého úseku musí být přiměřená, tj. vždy taková, aby bylo možné (bez zařazení přestávky nebo chůze) rovnoměrně přejít do pomalého běhu.

### Délka úseků
Délky rychlých i pomalých úseků bývají od 100 metrů (u mládeže i méně) do několika kilometrů. Předpokládá se však, že celková délka pomalých úseků bude převažovat. Čím intenzivněji jsou absolvovány rychlé úseky, tím delší by měly být úseky pomalé, aby došlo k ustálení (navrácení) tepové frekvence na výchozí úroveň. Délka pomalých úseků by měla být minimálně vždy taková, aby vystačila k navrácení do rovnovážného stavu před začátkem předchozího rychlého úseku.
Poměr celkové délky rychlých úseků k pomalým v rámci fartleku se pohybuje v rozmezí 1:15 až 1:1 (maximálně). Nejobvyklejší poměr (rychlé:pomalé) je 1:4 až 1:2.
Příklad 1: Při 15 km běhu zařadíme 10–15 úseků o délce 100 m.
Příklad 2: Při 15 km běhu zařadíme 5 úseků o délkách 600–1000 m.

### Účinek metody a fyziologické projevy
Fartlek a střídavý běh (jako souvislé metody se zařazovanými rychlými úseky) jsou de facto (svým účinkem na trénovanost běžce) metodami na pomezí mezi volným během a intervalovým tréninkem. Pokud je v nich zařazeno dostatečné množství úseků v odpovídající intenzitě (tempu), lze konstatovat, že účinek těchto metod je podobný účinku intervalového tréninku, s tím rozdílem, že fartlek bývá u běžců mnohem lépe snášen (po psychické stránce). Změny rychlosti běhu jsou u fartleku doprovázeny současným zvyšováním a snižováním úrovně hladiny laktátu, tepové frekvence a jiných fyziologických veličin.

## Obměny metody fartleku a využití v jiných sportech
V České republice někdy dochází k záměně pojmů, kdy termín fartlek je používán místo pojmu "volný běh", resp. místo aby běžci běželi fartlek, absolvují (nesprávně) spíše volný běh nebo dokonce jen souvislé klusání.
Obměnou fartleku je polská "zabawa biegowa". Jedná se vlastně o tréninkovou jednotku, ve které jsou namíchána různá tempa a v rámci které se rozvíjí několik pohybových schopností. Celý efekt spočívá ve spojení rozvoje speciální (běžecké) síly, aerobních i anaerobních schopností.
Zvláštní druh fartleku popisoval Sebastian Coe, který 20–30 minut běhal v písečných dunách a na trenérův signál zrychloval do maxima úseky, o kterých nevěděl, jak budou dlouhé. Tyto rychlé úseky končily až na další trenérův signál. Tento trénink lze ovšem doporučit jen dobře trénovaným sportovcům.
Ve fotbale je fartlek využíván nejen k získání aerobní vytrvalosti, ale také jako prostředek při tréninku rychlosti a odrazové síly. V tomto pojetí je fartlek daleko dynamičtější a obsahuje množství prvků na rozvoj maximální rychlosti (například sprinty, odrazy, starty atd.).

## Výhody a nevýhody fartleku jako tréninkové metody

### Výhody
- Relativně vysoká účinnost (v porovnání s volným během) v důsledku střídání intenzity běhu,
- možnost využití přírody a kopcovitého terénu v tréninku,
- oblíbená metoda u běžců (oproti intervalovému tréninku),
- nenásilná a trénink zpestřující metoda.

### Nevýhoda
- Obvykle nelze přesně určit celkovou délku rychlých úseků.